# Блумінгтон (фільм)
«Блумінгто́н» (англ. «Bloomington») — американський фільм 2010 року.

## Сюжет
Джекі — зірка науково-фантастичного телевізійного серіалу «Нептун 26» (англ. «Neptune 26»). Все її дитинство пройшло на знімальному майданчику. Після закриття серіалу вона їде з Каліфорнії на Середній Захід і вступає до коледжу. Там вона знайомиться з викладачкою Кетрін Старк, з якою у неї починається роман. Відносини закоханих піддаються серйозному випробуванню, коли Джекі запрошують на зйомки повнометражного фільму за мотивами серіалу. Джекі не припускала повертатися в кіно, але починає сумніватися. Після затвердження на роль вона знову в центрі уваги преси, їй треба переїжджати. Кетрін виявляється осторонь, і це завдає удару по її почуттям.

## У ролях
- Елісон Макейті — Кетрін Старк
- Сара Стоффер — Джекі Кірк
- Кетрін Енн МакГрегор — Ліліан
- Еріка Гайдівальд — Сенді
- Челсі Роджерс — Рейчел

## Нагороди
| Фестиваль / Премія                         | Рік  | Нагорода | Категорія            | Переможець   |
| North Carolina Gay & Lesbian Film Festival | 2010 |          | Best Women's Feature | «Блумінгтон» |
| Indianapolis LGBT Film Festival            | 2010 |          | Best Director        | «Блумінгтон» |